# Trosia pellucida
Trosia pellucida is een vlinder uit de familie van de Megalopygidae. De wetenschappelijke naam van de soort is voor het eerst geldig gepubliceerd in 1877 door Möschler.